# 手首

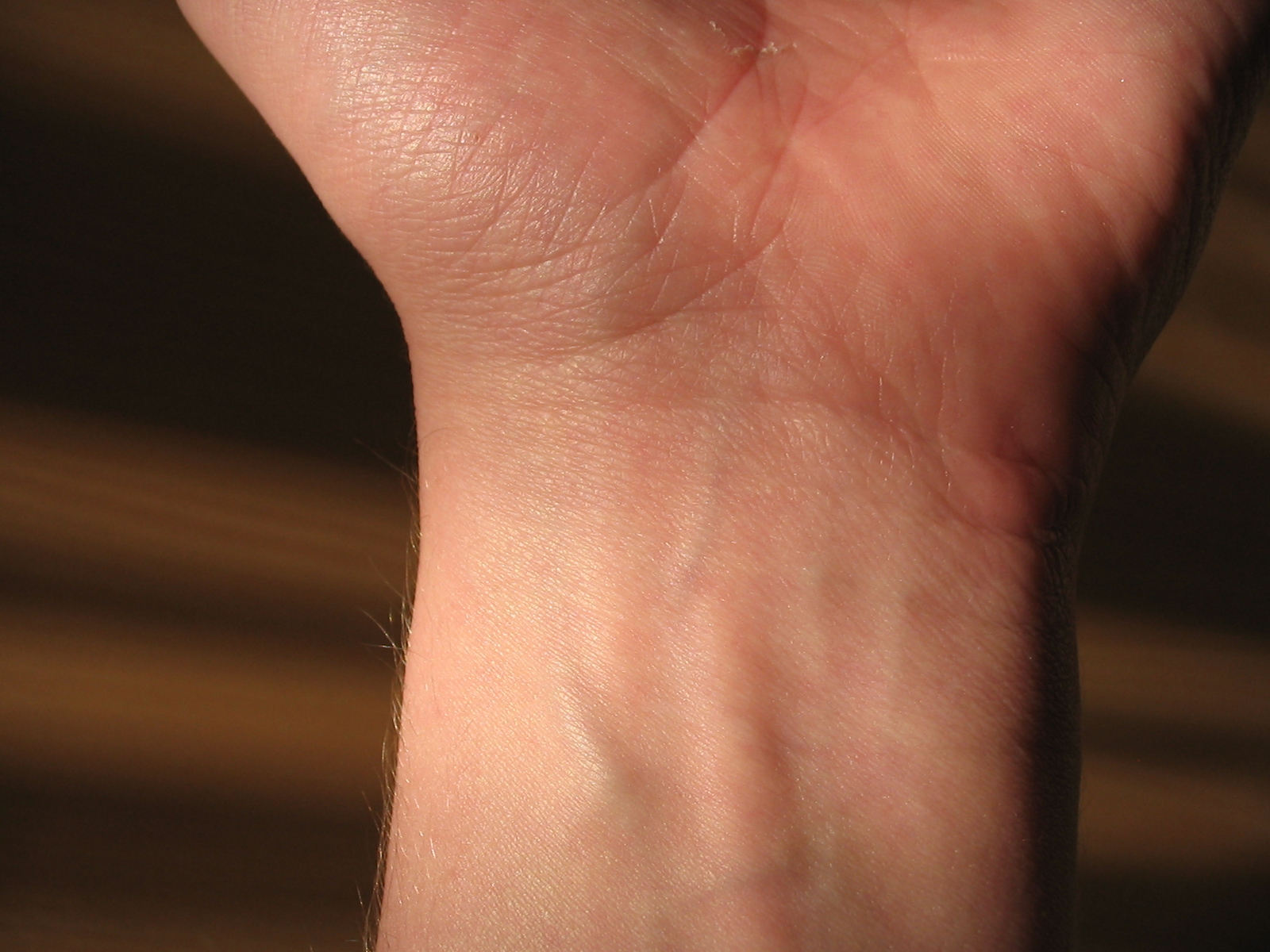
手首

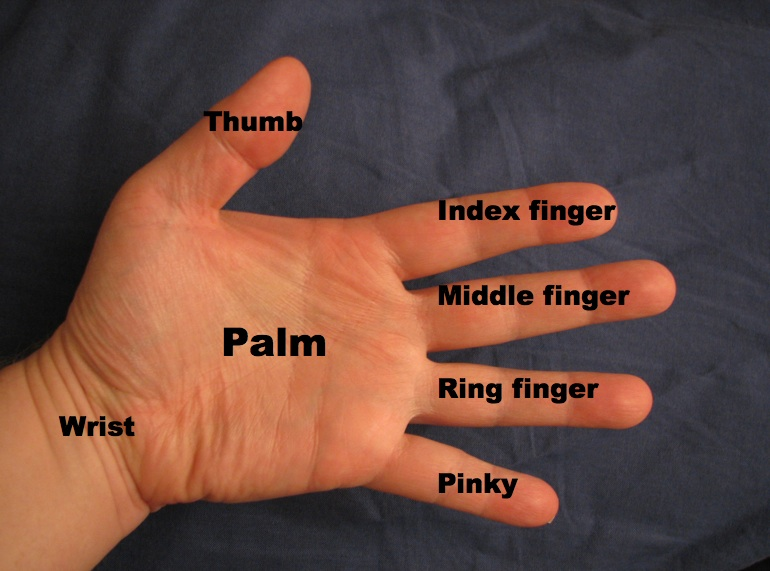
英語での名称。左下のWrist(リスト)と書いてある部分が手首

手首（てくび、英: wrist）とは、掌（てのひら）と腕がつながっているところのこと。また、てのひらと腕をつなぐ関節のこと。

## 概説
掌と腕をつなぐ部分のことである。
スポーツや武道などでは手首の用い方も重要な要素となることも多い。例えば、野球では手首の動きを活かした動きをすることを「スナップをきかす」などと言う。ゴルフでは手首の角度が、クラブのヘッドのフェイス（面）の向きに大きく影響し、球の直進・フック・スライスなどとなって現れる。合気道では自身の手首の角度で技の効きがまったく異なり、また、相手の手首へのある種の関節技を用いた型も多い。ボクシングや打撃系の格闘技などでは、強靭な手首の持ち主は有利な傾向があり、弱い手首の持ち主は自身が繰り出した打撃により関節の骨にダメージを負うことがある。野球の投手では、多投する球種によっては腱鞘炎が発生しやすい箇所でもある。
楽器類の演奏でも重要な役割を果たしており、例えば三味線の演奏では撥（ばち）を持ったときに、手首の力を抜くことが大切となる。ギター、ヴァイオリンでも手首の力の抜くことはポイントと指摘されることは多い。また、ジャンベ、コンガ、あるいはスティックを用いたドラムス 等でも手首の使い方は重要である。

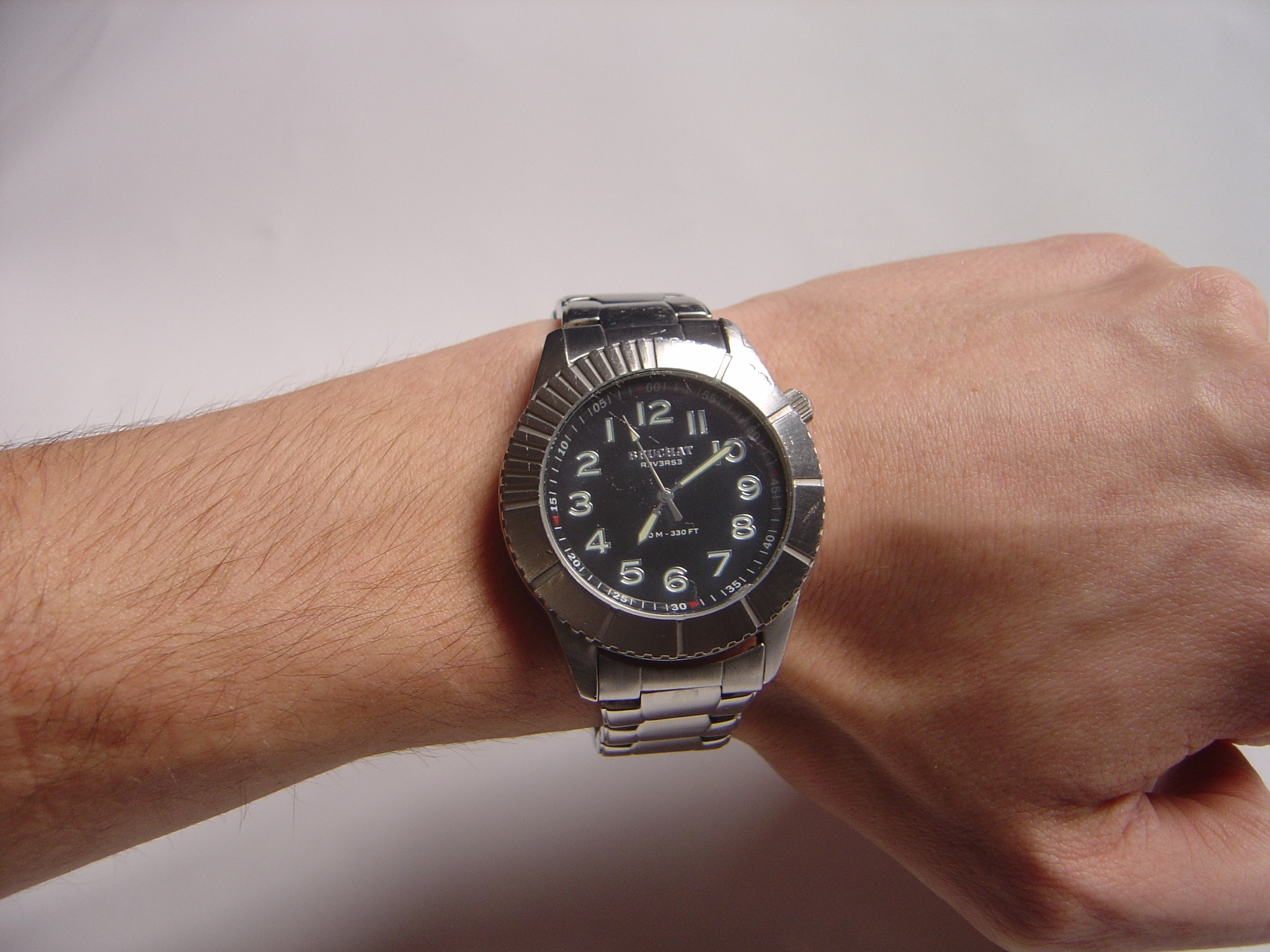
手首に腕時計をつけた状態

日常生活では、一般にはくびれていることを利用して※、腕時計をつけたり、ブレスレット等のアクセサリー類をつけたりするのに用いられている。医療現場ではさまざまタグをつけたりするためにも用いられている。警察官は被疑者（容疑者）に手錠をかけるために利用する。
脈をとる（脈拍を確認する）ために、手首の動脈に指を当てる、ということは一般に行われている。

## 医学

### 解剖学

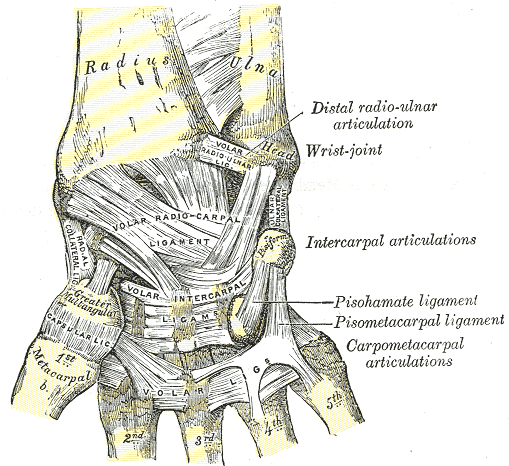
解剖図。筋肉の名前が記してある。

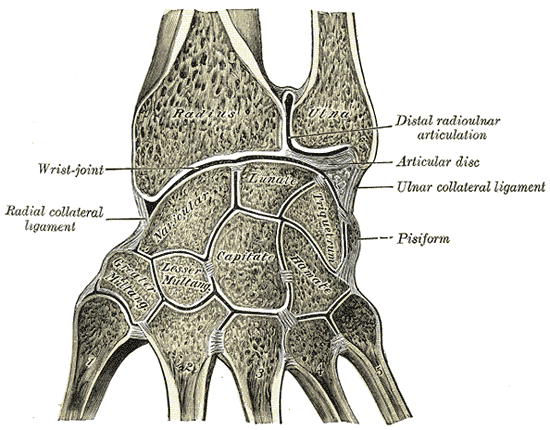
骨の解剖図。ラグビーボール状の箇所とそれに合った皿状の部分から成っている。

手首の関節は、医学用語・解剖学用語では橈骨手根関節と言う
。橈骨と手根骨との間の関節で、尺骨が参加していないため、このような名称で呼ばれている。手根骨が集まることで、楕円状（ラグビーボール状）の部分と、それに合った受け皿のようになっている。こうした形状であるので、手首の動きは次のふたつに限定されている。① 手首の曲げ・伸ばし方向の動き、すなわち屈曲・伸展の動き。こちらは比較的大きく動く。② 横に傾ける動き、すなわち外転・内転の動き。こちらは比較的小さくしか動かない。
手首は外から大まかに大まかに見ると、左右に回転しているように見える運動もする。これは回内・回外と呼ばれる動きであるが、この動きは実は、ラグビーボール状の手首の関節自体が行えるものではなく、前腕にある二本の骨、橈骨と尺骨のほうが行っている。
手首を動かすための筋肉は前腕部に集まっている。
手首は、手関節とも呼ぶ。

### 東洋医学
東洋医学で手首にかかわることを説明すると、手のひら側の（手の甲ではない側の）、しわ、の親指幅下で親指側側面寄りの箇所（つまりしばしば脈拍をはかるために用いられるくぼみ）は、経渠（けいきょ）と呼ばれるツボで、咳、喘息、発熱、無汗、咽頭炎などの治療に用いられている
。
同じく手のひら側のしわの小指寄りの端のくぼみは神門（しんもん）と呼ばれるツボで、便秘、つわり、心痛、不眠などの治療に用いられている。